# Avatar: Frontiers of Pandora
Avatar: Frontiers of Pandora — відеогра в жанрі пригодницького бойовика, яка розробляється Massive Entertainment і видана Ubisoft для Microsoft Windows, PlayStation 5 та Xbox Series X/S у 2023 році. Сюжетна історія розгортається у всесвіті «Аватару» невдовзі після початку подій у фільмі «Шлях води». Студія використала ігровий рушій Snowdrop для розробки проєкту.

## Ігровий процес
Avatar: Frontiers of Pandora є відеогрою від першої особи в жанрі пригодницького бойовика. Гравець контролює персонажа з племені на'ві та мандрує відкритим світом Західного фронтиру на планеті Пандора, борючись із ворожими силами корпорації Resources Development Administration (RDA), щоби просуватися сюжетом.

## Розробка й випуск
Avatar: Frontiers of Pandora розробляється Massive Entertainment, дочірнім підприємством компанії Ubisoft, за підтримки сімох інших студії Ubisoft, включно з київським відділом. Студія співпрацює з Lightstorm Entertainment, кінокомпанією Джеймса Кемерона, який є творцем франшизи «Аватар», тоді як Ubisoft Shanghai та Ubisoft Düsseldorf здійснюють додаткову розробку. Frontiers of Pandora ґрунтується на ігровому рушії Snowdrop, який студія вже використовувала для кількох своїх минулих проєктів і значно оновила та вдосконалила, додавши систему об'ємних хмар, підтримку трасування променів тощо.
Гра була анонсована 26 лютого 2017 року. У червні 2021 року було представлено дебютний трейлер, а також оголошена назва. Вона буде випущена для Microsoft Windows, PlayStation 5 та Xbox Series X/S у 2023 році; раніше її випуск було перенесено з 2022-го.

Під час відеопрезентації Ubisoft Forward June 2023 було оголошено дату випуску 7 грудня 2023 року.
| Агрегатор  | Оцінка      |
| ---------- | ----------- |
| Metacritic | (PC) 73/100 |
| OpenCritic | 48%         |

| Видання               | Оцінка  |
| --------------------- | ------- |
| Destructoid           | 9/10    |
| Game Informer         | 7.75/10 |
| GameSpot              | 8/10    |
| GamesRadar+           | [ 18 ]  |
| HobbyConsolas         | 87/100  |
| IGN                   | 7/10    |
| Jeuxvideo.com         | 15/20   |
| PCGamesN              | 6/10    |
| Shacknews             | 5/10    |
| The Guardian          | [ 24 ]  |
| Video Games Chronicle | [ 25 ]  |
| VideoGamer.com        | 8/10    |

## Відгуки
Версія Avatar: Frontiers of Pandora для ПК отримала «змішані або середні» відгуки критиків, згідно з веб-сайтом-агрегатором оглядів Metacritic. 48% відгуків критиків рекомендували гру на OpenCritic.